# Бережанський жіночий камерний хор
Бережанський жіночий камерний хор — вокальний колектив Бережанської дитячої школи. Організований 1980.
Тричі лауреат обласного конкурсу ім. С. Крушельницької (1980—1990), гран-прі цього ж конкурсу (2002), лауреат конкурсу «Лесині джерела» (м. Луцьк, 1994), дипломант 2-го міжнародного конкурсу ім. М. Леонтовича (м. Рівне, 1989) і всеукраїнського конкурсу хорової музики ім. Д. Січинського (м. Івано-Франківськ, 2000).
Учасник звітних концертів Тернопільської області у Києві (1999, 2001, 2003). Основа репертуару — обробки українських народних пісень, духовна музика, твори українських і зарубіжних композиторів. Беззмінний диригент — заслужений працівник культури України Є. Падучак.